# NGC 5408A
NGC 5408A je dio galaktike u zviježđu Centauru. 

## Vanjske poveznice
- (engl.) SEDS: NGC 5408
- (engl.) Revidirani Novi opći katalog
- (engl.) Izvangalaktička baza podataka NASA-e i IPAC-a
- (engl.) Astronomska baza podataka SIMBAD
- (engl.) VizieR
- DSS-ova slika NGC 5408  Arhivirana inačica izvorne stranice od 4. ožujka 2016. (Wayback Machine)